# Tom Schilling (aktor)
Tom Schilling (ur. 10 lutego 1982 w Berlinie Wschodnim) – niemiecki aktor.

## Filmografia
- 2015: Auf kurze Distanz (film telewizyjny – obecnie w postprodukcji)
- 2015: Tod den Hippies!! Es lebe der Punk! jako Robert Rother
- 2015: Złota Dama jako Heinrich
- 2014: Suite Française jako pułkownik Kurt Bonnet
- 2014: Posthumous jako Ben
- 2014: Who Am I. Możesz być kim chcesz jako Benjamin
- 2013: Nasze matki, nasi ojcowie (Unsere Mütter, unsere Väter) jako Friedhelm Winter
- 2012: Oh, Boy! / Kawa w Berlinie jako Niko Fischer
- 2009: Mein Kampf jako Adolf Hitler
- 2008: Baader-Meinhof jako Josef Bachmann
- 2007: Dlaczego mężczyźni nie słuchają, a kobiety nie potrafią czytać map (Warum Männer nicht zuhören und Frauen schlecht einparken) jako Krischl
- 2006: Joy Division jako młody Thomas
- 2006: Cząstki elementarne (Elementarteilchen) jako młody Michael
- 2005: Tatort - Wo ist Max Gravert? jako Tom Novak
- 2005: Die Letzte Schlacht jako chorąży Horst Bandmann
- 2004: Egoshooter jako Jakob
- 2004: Fabryka zła (Napola – Elite für den Führer) jako Albrecht Stein
- 2004: Agnes i jego bracia (Agnes und seine Brüder) jako Ralph
- 2003: Przegraj swoją młodość (Verschwende deine Jugend) jako Harry
- 2002: Fetysz (Fetisch)
- 2002: Weil ich gut bin! jako Mücke
- 2002: Mehmet
- 2002: Schlüsselkinder jako Torben
- 2001: Z miłością nie wygrasz (Herz über Kopf) jako Jakob
- 2001: Tatort - Tot bist du! jako Philip Seidel
- 2000: Wyjście z nieba (Der Himmel kann warten) jako Jo
- 2000: Crazy (II) jako Janosch Schwarze
- 2000: Crazy jako Janosch Schwarze
- 1999: Schlaraffenland jako Dannie

## Nagrody

### Nominowany i nagrodzony
- 2013: Bambi Awards (National): Najlepszy Aktor
- 2013: Bavarian Film Awards: Najlepszy Aktor
- 2013: Bavarian TV Awards: Nagroda Specjalna
- 2013: German Film Awards: Złota Nagroda dla Najlepszego Aktora Głównego (za rolę w filmie „Oh, Boy!”)
- 2013: German Television Academy Awards: Najlepszy Aktor Roli Głównej (za rolę w filmie Nasze matki, nasi ojcowie  („Unsere Mütter, unsere Väter”))
- 2012: Oldenburg Film Festival: Nagroda Seymour Cassel
- 2005: Undine Awards, Austria: Najlepszy Aktor Roli Młodego Bohatera oraz Nagroda Publiczności (nagrody za film Fabryka zła („Napola – Elite für den Führer”))
- 2001: Bavarian Film Awards: Najlepszy Młody Aktor

### Nominowany
- 2014: Romy Gala, Austria: Ulubiony Aktor (za rolę w filmie „Unsere Mütter, unsere Väter”)
- 2014: Jupiter Award: Najlepszy Niemiecki Aktor Telewizyjny (za rolę w filmie Nasze matki, nasi ojcowie („Unsere Mütter, unsere Väter”))
- 2013: European Film Awards: Najlepszy Aktor (za rolę w filmie „Oh, Boy!”)
- 2013: German Film Critics Association Awards: Najlepszy Aktor (za rolę w filmie „Oh, Boy!”)
- 2013: German Television Awards: Najlepszy Aktor (za rolę w filmie Nasze matki, nasi ojcowie („Unsere Mütter, unsere Väter”))
- 2008: Undine Awards, Austria: Najlepszy Młody Aktor (za rolę w filmie „Robert Zimmermann wundert sich über die Liebe”) oraz: Najlepszy Młody Aktor Drugoplanowy – Film (za rolę w filmie „Warum Männer nicht zuhören und Frauen schlecht einparken”)
- 2006: Undine Awards, Austria: Najlepszy Młody Aktor Drugoplanowy (za rolę w filmie „Elementarteilchen”)
- 2005: New Faces Awards, Germany: Aktor (za rolę w filmach Fabryka zła / „Napola – Elite für den Führer” oraz „Egoshooter”)
- 2001: New Faces Awards, Germany: Za Grę Aktorską (za rolę w filmie „Crazy”)